# Liste der Prioritären Arten von gemeinschaftlichem Interesse
Unter den Art von gemeinschaftlichem Interesse werden in der Europäischen Union bestimmte Tier- und Pflanzenarten als prioritär geführt. Es handelt sich um Arten, für die die Europäische Union angesichts der globalen Verbreitung eine besondere Verantwortung trägt und die angesichts einer starken Bedrohung zügig Schutzmaßnahmen einzuleiten sind. Prioritäre Arten werden im Anhang II der FFH-Richtlinie geführt und dort mit dem Symbol „*“ gekennzeichnet. Die Einleitung von Maßnahmen zum Schutz prioritärer Arten wird als gemeinsame Aufgabe aller Mitgliedsstaaten angesehen.
Im Folgenden sind alle Prioritären Arten von Gemeinschaftlichem Interesse aufgelistet (Stand: 1. Januar 2007). Arten, die auch in deutschen oder österreichischen FFH-Gebieten gemeldet sind, sind mit D bzw. A gekennzeichnet.

## Tiere
| Bild                          | EU-Code | wissenschaftlicher Name      | deutscher Name                | Artengruppe    | Bemerkung |
| ----------------------------- | ------- | ---------------------------- | ----------------------------- | -------------- | --- |
| Polarfuchs                    | 4003    | Marmota marmota latirostris  | Alpenmurmeltier               | Säugetiere     | |
| Europäisches Gleithörnchen    | 1910    | Pteromys volans              | Europäisches Gleithörnchen    | Säugetiere     | |
| Perlziesel                    | 2608    | Spermophilus suslicus        | Perlziesel                    | Säugetiere     | |
| Nordische Wühlmaus            | 1340    | Microtus oeconomus arenicola | Nordische Wühlmaus            | Säugetiere     | |
| Nordische Wühlmaus            | 4004    | Microtus oeconomus mehelyi   | Nordische Wühlmaus            | Säugetiere     | A |
| Polarfuchs                    | 1911    | Alopex lagopus               | Polarfuchs                    | Säugetiere     | |
| Wolf                          | 1352    | Canis lupus                  | Wolf                          | Säugetiere     | D, A nicht alle Populationen Herabstufung politisch im Europarat beschlossen, jedoch noch nicht rechtskräftig. |
| Braunbär                      | 1354    | Ursus arctos                 | Braunbär                      | Säugetiere     | A nicht alle Populationen                                                                                      |
| Vielfraß                      | 1912    | Gulo gulo                    | Vielfraß                      | Säugetiere     | |
| Europäischer Nerz             | 1356    | Mustela lutreola             | Europäischer Nerz             | Säugetiere     | |
| Pardelluchs                   | 1362    | Lynx pardinus                | Pardelluchs                   | Säugetiere     | |
| Mittelmeer-Mönchsrobbe        | 1366    | Monachus monachus            | Mittelmeer-Mönchsrobbe        | Säugetiere     | |
| Ringelrobbe                   | 1913    | Phoca hispida saimensis      | Saimaa-Ringelrobbe            | Säugetiere     | |
| Rothirsch                     | 1367    | Cervus elaphus corsicanus    | Korsischer Rothirsch          | Säugetiere     | |
| Wisent                        | 2647    | Bison bonasus                | Wisent                        | Säugetiere     | |
| Pyrenäensteinbock             | 1370    | Capra pyrenaica pyrenaica    | Pyrenäensteinbock             | Säugetiere     | |
| Abruzzengämse                 | 1374    | Rupicapra pyrenaica ornata   | Abruzzengämse                 | Säugetiere     | |
| Tatra-Gämse                   | 4006    | Rupicapra rupicapra tatrica  | Tatra-Gämse                   | Säugetiere     | |
| Unechte Karettschildkröte     | 1224    | Caretta caretta              | Unechte Karettschildkröte     | Reptilien      | |
| Suppenschildkröte             | 1227    | Chelonia mydas               | Suppenschildkröte             | Reptilien      | |
| El-Hierro-Rieseneidechse      | 1242    | Gallotia simonyi             | El-Hierro-Rieseneidechse      | Reptilien      | |
|                               | 2447    | Coluber cypriensis           | Zypern-Schlanknatter          | Reptilien      | |
|                               | 4007    | Natrix natrix cypriata       | Zypern-Ringelnatter           | Reptilien      | |
| Kykladenviper                 | 1296    | Macrovipera schweizeri       | Kykladenviper                 | Reptilien      | |
| Wiesenotter                   | 6337    | Vipera ursinii macrops       | Balkan-Wiesenotter            | Reptilien      | |
| Ungarische Wiesenotter        | 4121    | Vipera ursinii rakosiensis   | Ungarische Wiesenotter        | Reptilien      | |
| Aurora-Alpensalamander        | 1178    | Salamandra atra aurorae      | Aurora-Alpensalamander        | Amphibien      | |
| Grottenolm                    | 1186    | Proteus anguinus             | Grottenolm                    | Amphibien      | |
| Mallorca-Geburtshelferkröte   | 1187    | Alytes muletensis            | Mallorca-Geburtshelferkröte   | Amphibien      | |
| Knoblauchkröte                | 1199    | Pelobates fuscus insubricus  | Knoblauchkröte                | Amphibien      | |
| Adriatischer Stör             | 1100    | Acipenser naccarii           | Adriatischer Stör             | Fische         | D |
| Europäischer Stör             | 1101    | Acipenser sturio             | Europäischer Stör             | Fische         | |
| Nordseeschnäpel               | 1113    | Coregonus oxyrhynchus        | Nordseeschnäpel               | Fische         | D anadrome populationen in bestimmten Gebieten der Nordsee                                                     |
| Ghizani                       | 1117    | Ladigesocypris ghigii        | Ghizani                       | Fische         | |
| Sumpfelritze                  | 4009    | Phoxinus percnurus           | Sumpfelritze                  | Fische         | |
| Valenciakärpfling             | 1153    | Valencia hispanica           | Valenciakärpfling             | Fische         | |
|                               | 1992    | Valencia letourneuxi         |                               | Fische         | |
| Groppenbarsch                 | 1998    | Romanichthys valsanicola     | Groppenbarsch                 | Fische         | |
| Steinkrebs                    | 1093    | Austropotamobius torrentium  | Steinkrebs                    | Krebse         | D, A |
|                               | 4010    | Armadillidium ghardalamensis |                               | Asseln         | |
|                               | 1914    | Carabus menetriesi pacholei  |                               | Käfer          | D, A |
| Carabus olympiae              | 1080    | Carabus olympiae             |                               | Käfer          | |
| Juchtenkäfer                  | 1084    | Osmoderma eremita            | Juchtenkäfer                  | Käfer          | D, A |
| Phryganophilus ruficollis     | 4021    | Phryganophilus ruficollis    |                               | Käfer          | |
| Pseudogaurotina excellens     | 4024    | Pseudogaurotina excellens    |                               | Käfer          | |
| Alpenbock                     | 1087    | Rosalia alpina               | Alpenbock                     | Käfer          | D, A |
| Spanische Flagge              | 1078    | Euplagia quadripunctaria     | Spanische Flagge              | Schmetterlinge | D, A |
| Nymphalis vaualbum            | 4039    | Nymphalis vaualbum           |                               | Schmetterlinge | |
|                               | 4044    | Xylomoia strix               |                               | Schmetterlinge | |
| Österreichische Heideschnecke | 1915    | Helicopsis striata austriaca | Österreichische Heideschnecke | Schnecken      | A |
|                               | 4061    | Lampedusa melitensis         |                               | Schnecken      | |
|                               | 4062    | Paladilhia hungarica         |                               | Schnecken      | |

## Pflanzen
| Bild                       | EU-Code | wissenschaftlicher Name                                  | deutscher Name               | Familie                      | Bemerkung                                                             |
| -------------------------- | ------- | -------------------------------------------------------- | ---------------------------- | ---------------------------- | --------------------------------------------------------------------- |
|                            | 1397    | Echinodium spinosum                                      |                              | Echinodiaceae                |                                                                       |
|                            | 1382    | Thamnobryum fernandesii                                  |                              | Neckeraceae                  |                                                                       |
|                            | 1425    | Dryopteris corleyi                                       |                              | Wurmfarngewächse             |                                                                       |
| Polystichum drepanum       | 1412    | Polystichum drepanum                                     |                              | Wurmfarngewächse             | Art der Gattung Schildfarne (Polystichum)                             |
| Marsilea azorica           | 1430    | Marsilea azorica                                         |                              | Kleefarngewächse             | Neophyt auf den Azoren des Australischen Kleefarns (Marsilea hirsuta) |
| Nebrodi-Tanne              | 1431    | Abies nebrodensis                                        | Nebrodi-Tanne                | Kieferngewächse              | (auf Sizilien)                                                        |
| Korsischer Blauer Eisenhut | 6313    | Aconitum napellus ssp. corsicum                          | Korsischer Blauer Eisenhut   | Hahnenfußgewächse            | Endemisch auf Korsika vorkommende Art des Blauen Eisenhut             |
| Aquilegia pyrenaica        | 1472    | Aquilegia pyrenaica                                      |                              | Hahnenfußgewächse            |                                                                       |
|                            | 1478    | Consolida samia                                          |                              | Hahnenfußgewächse            |                                                                       |
|                            | 2092    | Delphinium caseyi                                        |                              | Hahnenfußgewächse            |                                                                       |
| ungar. Wiesen-Kuhschelle   | 4110    | Pulsatilla pratensis ssp. hungarica                      | Ungarische Wiesen-Kuhschelle | Hahnenfußgewächse            | Unterart der Wiesen-Kuhschelle (Pulsatilla pratensis)                 |
| slaw. Kuhschelle           | 2094    | Pulsatilla slavica Pulsatilla halleri subsp. slavica     | Slawische Kuhschelle         | Hahnenfußgewächse            | Unterart der Hallers Küchenschelle (Pulsatilla halleri)               |
| Karpaten-Kuhschelle        | 4111    | Pulsatilla subslavica Pulsatilla slavica ssp. subslavica | sog. Karpaten-Kuhschelle     | Hahnenfußgewächse            | regionale Unterart der Slawischen Kuhschelle (Pulsatilla slavica)     |
|                            | 1476    | Ranunculus weyleri                                       |                              | Hahnenfußgewächse            |                                                                       |
|                            | 1435    | Myrica rivas-martinezii                                  |                              | Gagelstrauchgewächse         |                                                                       |
|                            | 1470    | Arenaria nevadensis                                      |                              | Nelkengewächse               |                                                                       |
| Cerastium alsinifolium     | 2071    | Cerastium alsinifolium                                   |                              | Nelkengewächse               |                                                                       |
| Sand-Nelke                 | 1954    | Dianthus arenarius                                       | Sand-Nelke                   | Nelkengewächse               |                                                                       |
| Dianthus diutinus          | 4074    | Dianthus diutinus                                        |                              | Nelkengewächse               |                                                                       |
| Hainburger Feder-Nelke     | 4075    | Dianthus lumnitzeri                                      | Hainburger Feder-Nelke       | Nelkengewächse               | A                                                                     |
| Dianthus moravicus         | 4076    | Dianthus moravicus                                       |                              | Nelkengewächse               |                                                                       |
|                            | 2074    | Dianthus nitidus                                         |                              | Nelkengewächse               |                                                                       |
|                            | 1467    | Gypsophila papillosa                                     |                              | Nelkengewächse               |                                                                       |
|                            | 1466    | Herniaria latifolia                                      |                              | Nelkengewächse               |                                                                       |
|                            | 2077    | Minuartia smejkalii                                      |                              | Nelkengewächse               |                                                                       |
|                            | 1461    | Silene hicesiae                                          |                              | Nelkengewächse               |                                                                       |
|                            | 1459    | Silene holzmanii                                         |                              | Nelkengewächse               |                                                                       |
|                            | 1463    | Silene orphanidis                                        |                              | Nelkengewächse               |                                                                       |
|                            | 1452    | Silene rothmaleri                                        |                              | Nelkengewächse               |                                                                       |
|                            | 1465    | Silene velutina                                          |                              | Nelkengewächse               |                                                                       |
|                            | 1445    | Bassia saxicola                                          |                              | Gänsefußgewächse             |                                                                       |
|                            | 4079    | Cremnophyton lanfrancoi                                  |                              | Gänsefußgewächse             |                                                                       |
|                            | 1443    | Salicornia veneta                                        |                              | Gänsefußgewächse             |                                                                       |
|                            | 1646    | Armeria helodes                                          |                              | Bleiwurzgewächse             |                                                                       |
|                            | 1644    | Armeria rouyana                                          |                              | Bleiwurzgewächse             |                                                                       |
| Limonium arborescens       | 1649    | Limonium arborescens                                     |                              | Bleiwurzgewächse             |                                                                       |
|                            | 1634    | Limonium insulare                                        |                              | Bleiwurzgewächse             |                                                                       |
|                            | 1642    | Limonium pseudolaetum                                    |                              | Bleiwurzgewächse             |                                                                       |
| Limonium spectabile        | 1647    | Limonium spectabile                                      |                              | Bleiwurzgewächse             |                                                                       |
| Limonium strictissimum     | 1643    | Limonium strictissimum                                   |                              | Bleiwurzgewächse             |                                                                       |
| Limonium sventenii         | 1648    | Limonium sventenii                                       |                              | Bleiwurzgewächse             |                                                                       |
|                            | 1597    | Helianthemum bystropogophyllum                           |                              | Zistrosengewächse            |                                                                       |
|                            | 1595    | Tuberaria major                                          |                              | Zistrosengewächse            |                                                                       |
| Viola hispida              | 1585    | Viola hispida                                            |                              | Veilchengewächse             |                                                                       |
| Arabis kennedyae           | 2103    | Arabis kennedyae                                         |                              | Kreuzblütengewächse          |                                                                       |
|                            | 1506    | Biscutella neustriaca                                    |                              | Kreuzblütengewächse          |                                                                       |
|                            | 1494    | Brassica macrocarpa                                      |                              | Kreuzblütengewächse          |                                                                       |
|                            | 2109    | Cochlearia polonica                                      |                              | Kreuzblütengewächse          |                                                                       |
|                            | 4090    | Cochlearia tatrae                                        |                              | Kreuzblütengewächse          |                                                                       |
|                            | 1490    | Coincya rupestris                                        |                              | Kreuzblütengewächse          |                                                                       |
|                            | 1488    | Coronopus navasii                                        |                              | Kreuzblütengewächse          |                                                                       |
|                            | 1511    | Crambe arborea                                           |                              | Kreuzblütengewächse          |                                                                       |
|                            | 1513    | Crambe sventenii                                         |                              | Kreuzblütengewächse          |                                                                       |
|                            | 1485    | Diplotaxis siettiana                                     |                              | Kreuzblütengewächse          |                                                                       |
|                            | 2114    | Erysimum pieninicum                                      |                              | Kreuzblütengewächse          |                                                                       |
|                            | 1495    | Iberis arbuscula                                         |                              | Kreuzblütengewächse          |                                                                       |
|                            | 1487    | Ionopsidium acaule                                       |                              | Kreuzblütengewächse          |                                                                       |
|                            | 1514    | Parolinia schizogynoides                                 |                              | Kreuzblütengewächse          |                                                                       |
|                            | 1515    | Reseda decursiva                                         |                              | Resedengewächse              |                                                                       |
|                            | 1578    | Euphorbia handiensis                                     |                              | Wolfsmilchgewächse           |                                                                       |
|                            | 1575    | Euphorbia margalidiana                                   |                              | Wolfsmilchgewächse           |                                                                       |
|                            | 2159    | Daphne arbuscula                                         |                              | Spatzenzungengewächse        |                                                                       |
|                            | 1584    | Daphne rodriguezii                                       |                              | Spatzenzungengewächse        |                                                                       |
|                            | 4107    | Cyclamen fatrense                                        |                              | Primelgewächse               |                                                                       |
|                            | 1627    | Primula apennina                                         |                              | Primelgewächse               |                                                                       |
|                            | 1535    | Bencomia brachystachya                                   |                              | Rosengewächse                |                                                                       |
|                            | 1537    | Chamaemeles coriacea                                     |                              | Rosengewächse                |                                                                       |
|                            | 4112    | Pyrus magyarica                                          |                              | Rosengewächse                |                                                                       |
|                            | 1531    | Ribes sardoum                                            |                              | Stachelbeergewächse          |                                                                       |
| Anagyris latifolia         | 1559    | Anagyris latifolia                                       |                              | Schmetterlingsblütengewächse |                                                                       |
| Astragalus algarbiensis    | 1543    | Astragalus algarbiensis                                  |                              | Schmetterlingsblütengewächse |                                                                       |
|                            | 1558    | Astragalus aquilanus                                     |                              | Schmetterlingsblütengewächse |                                                                       |
|                            | 2131    | Astragalus macrocarpus lefkarensis                       |                              | Schmetterlingsblütengewächse |                                                                       |
|                            | 1548    | Astragalus maritimus                                     |                              | Schmetterlingsblütengewächse |                                                                       |
|                            | 1555    | Astragalus verrucosus                                    |                              | Schmetterlingsblütengewächse |                                                                       |
| Cytisus aeolicus           | 1546    | Cytisus aeolicus                                         |                              | Schmetterlingsblütengewächse |                                                                       |
| Dorycnium spectabile       | 1561    | Dorycnium spectabile                                     |                              | Schmetterlingsblütengewächse |                                                                       |
|                            | 1562    | Lotus azoricus                                           |                              | Schmetterlingsblütengewächse |                                                                       |
|                            | 1564    | Lotus kunkelii                                           |                              | Schmetterlingsblütengewächse |                                                                       |
|                            | 1549    | Ononis hackelii                                          |                              | Schmetterlingsblütengewächse |                                                                       |
| Teline linifolia           | 1565    | Teline rosmarinifolia                                    |                              | Schmetterlingsblütengewächse |                                                                       |
| Teline salsoloides         | 1566    | Teline salsoloides                                       |                              | Schmetterlingsblütengewächse |                                                                       |
|                            | 1552    | Vicia bifoliolata                                        |                              | Schmetterlingsblütengewächse |                                                                       |
| Linum dolomiticum          | 2156    | Linum dolomiticum                                        |                              | Leingewächse                 |                                                                       |
|                            | 1572    | Linum muelleri                                           |                              | Leingewächse                 |                                                                       |
|                            | 1570    | Erodium astragaloides                                    |                              | Storchschnabelgewächse       |                                                                       |
|                            | 1568    | Erodium rupicola                                         |                              | Storchschnabelgewächse       |                                                                       |
|                            | 1571    | Geranium maderense                                       |                              | Storchschnabelgewächse       |                                                                       |
|                            | 1598    | Lythrum flexuosum                                        |                              | Blutweiderichgewächse        |                                                                       |
|                            | 1532    | Pittosporum coriaceum                                    |                              | Klebsamengewächse            |                                                                       |
| Angelica heterocarpa       | 1607    | Angelica heterocarpa                                     |                              | Doldengewächse               |                                                                       |
| Apium bermejoi             | 1619    | Apium bermejoi                                           |                              | Doldengewächse               |                                                                       |
|                            | 1605    | Bupleurum capillare                                      |                              | Doldengewächse               |                                                                       |
|                            | 1606    | Bupleurum kakiskalae                                     |                              | Doldengewächse               |                                                                       |
|                            | 1603    | Eryngium viviparum                                       |                              | Doldengewächse               |                                                                       |
|                            | 2170    | Ferula sadleriana                                        |                              | Doldengewächse               |                                                                       |
|                            | 1599    | Laserpitium longiradium                                  |                              | Doldengewächse               |                                                                       |
|                            | 1600    | Naufraga balearica                                       |                              | Doldengewächse               |                                                                       |
|                            | 1601    | Oenanthe conioides                                       | Schierlings-Wasserfenchel    | Doldengewächse               | D                                                                     |
|                            | 1611    | Seseli intricatum                                        |                              | Doldengewächse               |                                                                       |
|                            | 1655    | Centaurium rigualii                                      |                              | Enziangewächse               |                                                                       |
|                            | 1658    | Centaurium somedanum                                     |                              | Enziangewächse               |                                                                       |
| Böhmischer Enzian          | 4094    | Gentianella bohemica                                     | Böhmischer Enzian            | Enziangewächse               | D, A                                                                  |
|                            | 1661    | Galium litorale                                          |                              | Rötegewächse                 |                                                                       |
|                            | 1660    | Ceropegia chrysantha                                     |                              | Seidenpflanzengewächse       |                                                                       |
|                            | 4113    | Galium sudeticum                                         |                              | Rötegewächse                 |                                                                       |
|                            | 1662    | Galium viridiflorum                                      |                              | Rötegewächse                 |                                                                       |
|                            | 1745    | Sambucus palmensis                                       |                              | Geißblattgewächse            |                                                                       |
|                            | 1663    | Convolvulus argyrothamnus                                |                              | Windengewächse               |                                                                       |
| Medusenhaupt-Winde         | 1666    | Convolvulus caput-medusae                                | Medusenhaupt-Winde           | Windengewächse               |                                                                       |
|                            | 1664    | Convolvulus fernandesii                                  |                              | Windengewächse               |                                                                       |
| Convolvulus lopez-socasii  | 1667    | Convolvulus lopez-socasii                                |                              | Windengewächse               |                                                                       |
| Convolvulus massonii       | 1665    | Convolvulus massonii                                     |                              | Windengewächse               |                                                                       |
| Anchusa crispa             | 1674    | Anchusa crispa                                           |                              | Raublattgewächse             |                                                                       |
| Echium gentianoides        | 1677    | Echium gentianoides                                      |                              | Raublattgewächse             |                                                                       |
|                            | 1668    | Lithodora nitida                                         |                              | Raublattgewächse             |                                                                       |
|                            | 1676    | Omphalodes littoralis                                    |                              | Raublattgewächse             |                                                                       |
|                            | 2203    | Onosma tornensis                                         |                              | Raublattgewächse             |                                                                       |
|                            | 1672    | Symphytum cycladense                                     |                              | Raublattgewächse             |                                                                       |
|                            | 1707    | Atropa baetica                                           |                              | Nachtschattengewächse        |                                                                       |
|                            | 1705    | Solanum lidii                                            |                              | Nachtschattengewächse        |                                                                       |
|                            | 1736    | Euphrasia azorica                                        |                              | Braunwurzgewächse            |                                                                       |
|                            | 1720    | Euphrasia genargentea                                    |                              | Braunwurzgewächse            |                                                                       |
|                            | 1727    | Isoplexis chalcantha                                     |                              | Braunwurzgewächse            |                                                                       |
|                            | 1719    | Linaria ficalhoana                                       |                              | Braunwurzgewächse            |                                                                       |
|                            | 1718    | Linaria hellenica                                        |                              | Braunwurzgewächse            |                                                                       |
|                            | 1713    | Linaria ricardoi                                         |                              | Braunwurzgewächse            |                                                                       |
|                            | 1717    | Linaria tursica                                          |                              | Braunwurzgewächse            |                                                                       |
|                            | 2217    | Pedicularis sudetica                                     |                              | Braunwurzgewächse            |                                                                       |
|                            | 1732    | Veronica oetaea                                          |                              | Braunwurzgewächse            |                                                                       |
|                            | 1737    | Globularia ascanii                                       |                              | Kugelblumengewächse          |                                                                       |
|                            | 1738    | Globularia sarcophylla                                   |                              | Kugelblumengewächse          |                                                                       |
|                            | 1432    | Globularia stygia                                        |                              | Kugelblumengewächse          |                                                                       |
|                            | 2227    | Pinguicula crystallina                                   |                              | Wasserschlauchgewächse       |                                                                       |
|                            | 1697    | Micromeria taygetea                                      |                              | Lippenblütengewächse         |                                                                       |
|                            | 1684    | Nepeta sphaciotica                                       |                              | Lippenblütengewächse         |                                                                       |
|                            | 1703    | Sideritis cystosiphon                                    |                              | Lippenblütengewächse         |                                                                       |
|                            | 1704    | Sideritis discolor                                       |                              | Lippenblütengewächse         |                                                                       |
| Thymus camphoratus         | 1695    | Thymus camphoratus                                       |                              | Lippenblütengewächse         |                                                                       |
|                            | 1682    | Thymus lotocephalus                                      |                              | Lippenblütengewächse         |                                                                       |
| Azorenglockenbume          | 1755    | Azorina vidalii                                          | Azorenglockenblume           | Glockenblumengewächse        |                                                                       |
| Campanula bohemica         | 4069    | Campanula bohemica                                       |                              | Glockenblumengewächse        |                                                                       |
| Campanula gelida           | 2233    | Campanula gelida                                         |                              | Glockenblumengewächse        |                                                                       |
|                            | 1751    | Campanula sabatia                                        |                              | Glockenblumengewächse        |                                                                       |
|                            | 4070    | Campanula serrata                                        |                              | Glockenblumengewächse        |                                                                       |
| Musschia wollastonii       | 1756    | Musschia wollastonii                                     |                              | Glockenblumengewächse        |                                                                       |
| Anthemis glaberrima        | 1766    | Anthemis glaberrima                                      |                              | Korbblütengewächse           |                                                                       |
|                            | 1812    | Argyranthemum lidii                                      |                              | Korbblütengewächse           |                                                                       |
| Artemisia granatensis      | 1765    | Artemisia granatensis                                    |                              | Korbblütengewächse           |                                                                       |
| Artemisia laciniata        | 1916    | Artemisia laciniata                                      | Schlitzblatt-Wermut          | Korbblütengewächse           | A                                                                     |
| Artemisia pancicii         | 1917    | Artemisia pancicii                                       | Waldsteppen-Beifuß           | Korbblütengewächse           | A                                                                     |
| Aster pyrenaeus            | 1802    | Aster pyrenaeus                                          |                              | Korbblütengewächse           |                                                                       |
| Aster sorrentinii          | 1757    | Aster sorrentinii                                        |                              | Korbblütengewächse           |                                                                       |
|                            | 1760    | Carduus myriacanthus                                     |                              | Korbblütengewächse           |                                                                       |
|                            | 1595    | Tuberaria major                                          |                              | Korbblütengewächse           |                                                                       |
|                            | 1770    | Centaurea alba heldreichii                               |                              | Korbblütengewächse           |                                                                       |
|                            | 1830    | Centaurea alba princeps                                  |                              | Korbblütengewächse           |                                                                       |
|                            | 1806    | Centaurea attica megarensis                              |                              | Korbblütengewächse           |                                                                       |
|                            | 1794    | Centaurea balearica                                      |                              | Korbblütengewächse           |                                                                       |
|                            | 1796    | Centaurea borjae                                         |                              | Korbblütengewächse           |                                                                       |
| Centaurea citicolor        | 1772    | Centaurea citricolor                                     |                              | Korbblütengewächse           |                                                                       |
| Centaurea horrida          | 1791    | Centaurea horrida                                        |                              | Korbblütengewächse           |                                                                       |
|                            | 1776    | Centaurea kalambakensis                                  |                              | Korbblütengewächse           |                                                                       |
|                            | 1778    | Centaurea lactiflora                                     |                              | Korbblütengewächse           |                                                                       |
| Centaurea niederi          | 1780    | Centaurea niederi                                        |                              | Korbblütengewächse           |                                                                       |
|                            | 1799    | Centaurea peucedanifolia                                 |                              | Korbblütengewächse           |                                                                       |
|                            | 1782    | Centaurea pinnata                                        |                              | Korbblütengewächse           |                                                                       |
|                            | 1786    | Crepis crocifolia                                        |                              | Korbblütengewächse           |                                                                       |
| Helichrysum melitense      | 4083    | Helichrysum melitense                                    |                              | Korbblütengewächse           |                                                                       |
| Sand-Silberscharte         | 1805    | Jurinea cyanoides                                        | Sand-Silberscharte           | Korbblütengewächse           | D                                                                     |
|                            | 1800    | Jurinea fontqueri                                        |                              | Korbblütengewächse           |                                                                       |
|                            | 1825    | Lactuca watsoniana                                       |                              | Korbblütengewächse           |                                                                       |
| Lamyropsis microcephala    | 1768    | Lamyropsis microcephala                                  |                              | Korbblütengewächse           |                                                                       |
|                            | 1790    | Leontodon siculus                                        |                              | Korbblütengewächse           |                                                                       |
|                            | 1821    | Onopordum nogalesii                                      |                              | Korbblütengewächse           |                                                                       |
|                            | 1815    | Onopordum carduelium                                     |                              | Korbblütengewächse           |                                                                       |
| Palaeocyanus crassifolius  | 4085    | Palaeocyanus crassifolius                                |                              | Korbblütengewächse           |                                                                       |
|                            | 1816    | Pericallis hadrosoma                                     |                              | Korbblütengewächse           |                                                                       |
|                            | 1804    | Senecio elodes                                           |                              | Korbblütengewächse           |                                                                       |
|                            | 4087    | Serratula lycopifolia                                    | Einkopf-Zwitterscharte       | Korbblütengewächse           | A                                                                     |
|                            | 1820    | Tanacetum ptarmiciflorum                                 |                              | Korbblütengewächse           |                                                                       |
|                            | 1940    | Alisma wahlenbergii                                      |                              | Froschlöffelgewächse         |                                                                       |
| Narcissus nevadensis       | 1858    | Narcissus nevadensis                                     |                              | Amaryllisgewächse            |                                                                       |
|                            | 1855    | Androcymbium psammophilum                                |                              | Liliengewächse               |                                                                       |
|                            | 1842    | Androcymbium rechingeri                                  |                              | Liliengewächse               |                                                                       |
|                            | 1840    | Asphodelus bento-rainhae                                 |                              | Liliengewächse               |                                                                       |
| Chionodoxa lochiae         | 2283    | Chionodoxa lochiae                                       | Zyprische Sternhyazinthe     | Liliengewächse               |                                                                       |
|                            | 1850    | Muscari gussonei                                         |                              | Liliengewächse               |                                                                       |
|                            | 2296    | Scilla morrisii                                          |                              | Liliengewächse               |                                                                       |
|                            | 1872    | Borderea chouardii                                       |                              | Yamswurzelgewächse           |                                                                       |
| Cephalanthera cucullata    | 1901    | Cephalanthera cucullata                                  |                              | Knabenkrautgewächse          |                                                                       |
| Kotschys Ragwurz           | 2329    | Ophrys kotschyi                                          | Kotschys Ragwurz             | Knabenkrautgewächse          |                                                                       |
| Halbmond-Ragwurz           | 1905    | Ophrys lunulata                                          | Halbmond-Ragwurz             | Knabenkrautgewächse          |                                                                       |
| Carex panormitana          | 1897    | Carex panormitana                                        |                              | Riedgrasgewächse             |                                                                       |
|                            | 2317    | Poa riphaea                                              |                              | Süßgräser                    |                                                                       |
|                            | 1883    | Stipa austroitalica                                      |                              | Süßgräser                    |                                                                       |
|                            | 1881    | Stipa bavarica                                           |                              | Süßgräser                    | D                                                                     |
|                            | 1918    | Stipa styriaca                                           | Steirisches Federgras        | Süßgräser                    | A                                                                     |
|                            | 1880    | Stipa veneta                                             |                              | Süßgräser                    |                                                                       |
| Stipa zalesskii            | 4095    | Stipa zalesskii                                          |                              | Süßgräser                    |                                                                       |

## Niedere Pflanzen
| Bild                | EU Code | wissenschaftlicher Name          | deutscher Name | Familie         | Bemerkung |
| ------------------- | ------- | -------------------------------- | -------------- | --------------- | --------- |
|                     | 6163    | Bryoerythrophyllum campylocarpum |                | Pottiaceae      |           |
| Marsupella profunda | 1390    | Marsupella profunda              |                | Gymnomitriaceae |           |
|                     | 1397    | Echinodium spinosum              |                | Echinodiaceae   |           |
|                     | 1382    | Thamnobryum fernandesii          |                | Neckeraceae     |           |